# Кундашлы
Кундашлы (баш. Көндәшле) — деревня в Балтачевском районе Башкортостана, центр Кундашлинского сельсовета.

## Географическое положение
Расстояние до:
- районного центра (Старобалтачёво): 30 км,
- ближайшей ж/д станции (Куеда): 97 км.

## История
Деревня основана башкирами Суннарской волости Сибирской даруги на собственных вотчинных землях. Территория компактного проживания мишарей (из газеты "Ватандаш").
По материалам Первой ревизии, в 1722 году в деревне были учтены 90 душ мужского пола служилых мещеряков.
В «Списке населенных мест по сведениям 1870 года», изданном в 1877 году, населённый пункт упомянут как деревня Кундашлина 1-го стана Бирского уезда Уфимской губернии. Располагалась при речке Кундашле, слева от Кунгурского и Сибирского почтовых трактов, в 80 верстах от уездного города Бирска и в 35 верстах от становой квартиры в селе Аскине. В деревне, в 181 дворе жили 1110 человек (578 мужчин и 532 женщины, тептяри, мещеряки), были мечеть, училище, водяная мельница. Жители занимались пчеловодством.

## Население
| 2002 | 2009 | 2010 |
| ---- | ---- | ---- |
| 786  | ↘715 | ↘597 |

Согласно переписи 2002 года, преобладающие национальности — башкиры (69 %), татары (31 %).

## Религия
В деревне есть мечеть.